# Picralima nitida
Picralima nitida là một loài thực vật có hoa trong họ La bố ma. Loài này được (Stapf) T.Durand & H.Durand miêu tả khoa học đầu tiên năm 1909.